# Delonte West

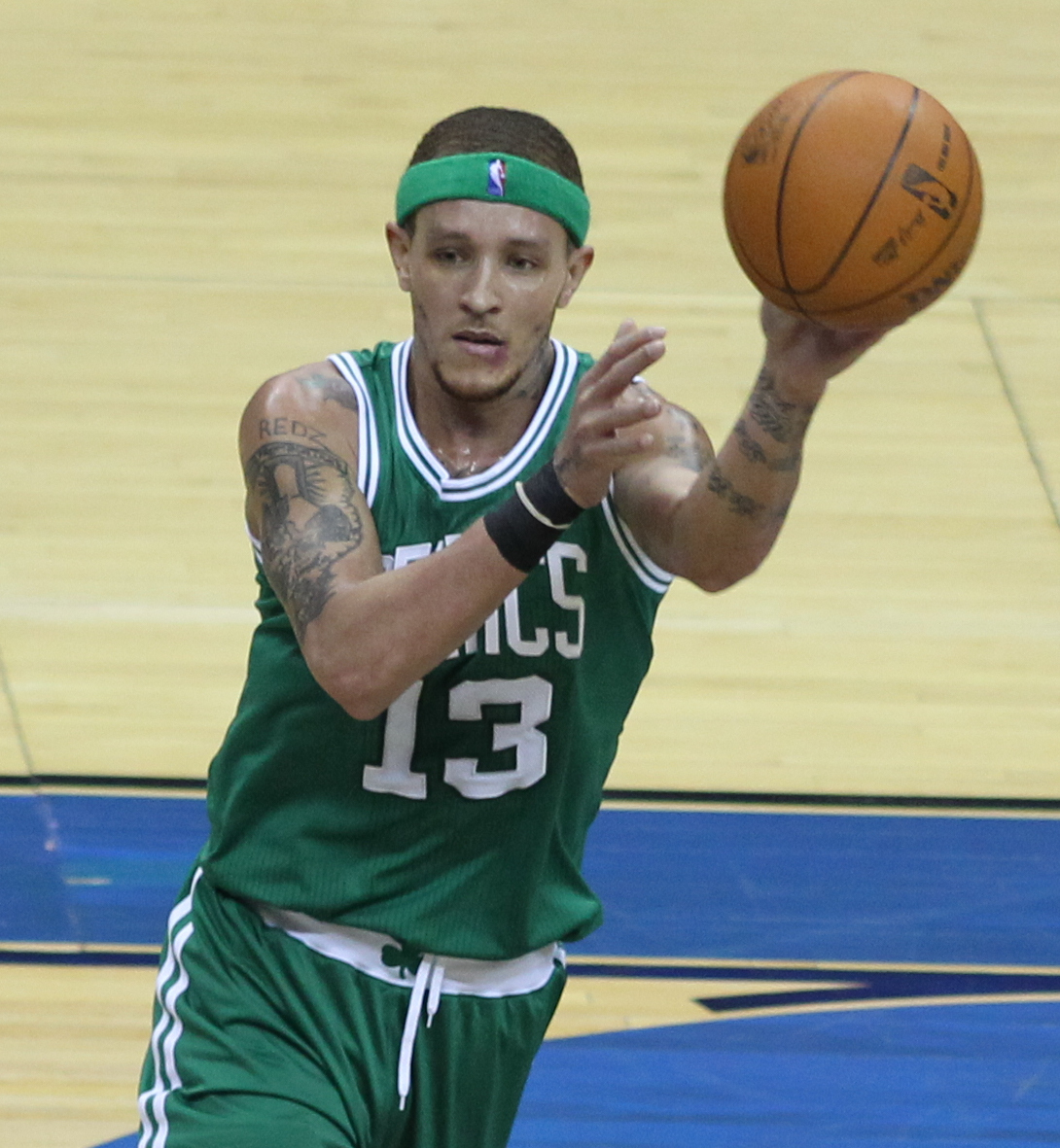
Delonte West em 2011, jogando no Boston Celtics.

Delonte Maurice West (Washington, D.C., 26 de julho de 1983) é um jogador de basquetebol profissional norte-americano, recentemente jogou pelo Texas Legends na NBA Development League (D-League).

## Carreira
West começou a sua carreira no Boston Celtics em 2004, franquia onde jogou até 2007. Em 2007, foi transferido para o Seattle SuperSonics, e jogou ao lado da estrela Ray Allen. Em 2008, após o Seattle SuperSonics virar Oklahoma City Thunder, West foi contratado pelo Cleveland Cavaliers, equipe onde contribuiu na conquista de 2 títulos da Divisão Central. Na Temporada da NBA de 2010-11, o ala-armador teve o privilégio de jogar novamente com Ray Allen, além dos astros Paul Pierce, Kevin Garnett, Shaquille O'Neal e Rajon Rondo. Na Temporada da NBA de 2011-12, West atuou pelo Dallas Mavericks.